# Hexathele nigra
Hexathele nigra is een spinnensoort uit de familie Hexathelidae. De soort komt voor in Nieuw-Zeeland.